# 티에우카인
티에우카인(베트남어: Thiệu Khánh / 紹慶 소경 / 1370년 11월 ~ 1372년)은 베트남 쩐 왕조(陳朝) 예종(藝宗) 쩐푸(陳暊)의 연호이다.

## 개원
- 다이딘(大定) 2년 11월 15일[1](율리우스력 1370년 12월 3일)에 혼덕공을 몰아내고 즉위 후, 연호를 티에우카인(紹慶)으로 개원함.[2][3]

- 티에우카인(紹慶) 4년 1월 1일[4](율리우스력 1373년 1월 24일)에 연호를 롱카인(隆慶)으로 개원함.[2][3]

## 연대 대조표
| 티에우카인 | 서기(西紀) | 간지(干支) | 명나라 연호    |
| 원년       | 1370년     | 경술(庚戌) | 홍무(洪武) 3년 |
| 2년        | 1371년     | 신해(辛亥) | 홍무 4년       |
| 3년        | 1372년     | 임자(壬子) | 홍무 5년       |

## 동시대 연호

### 중국(몽골)
명(明)
- 홍무(洪武) (1368년 ~ 1398년)

북원(北元)
- 지정(至正) (1341년 ~ 1370년)
- 선광(宣光) (1371년 ~ 1379년)

명하(明夏)
- 개희(開熙) (1367년 ~ 1371년)

### 일본
남조(南朝)
- 겐토쿠(建德) (1370년 ~ 1372년)
- 분추(文中) (1372년 ~ 1375년)

북조(北朝)
- 오안(應安) (1368년 ~ 1375년)

## 같이 보기
- 베트남의 연호